# .lr
.lr is het achtervoegsel van domeinen van websites uit Liberia.
Registratie is mogelijk onder de volgende tweede niveau domeinen:
- com.lr: Commerciële organisaties
- edu.lr: Scholen voor hoger onderwijs
- gov.lr: Overheidsinstanties
- org.lr: Non-profit organisaties
- net.lr: Uitsluitend netwerk infrastruur, zoals routers.